# Julia Görges

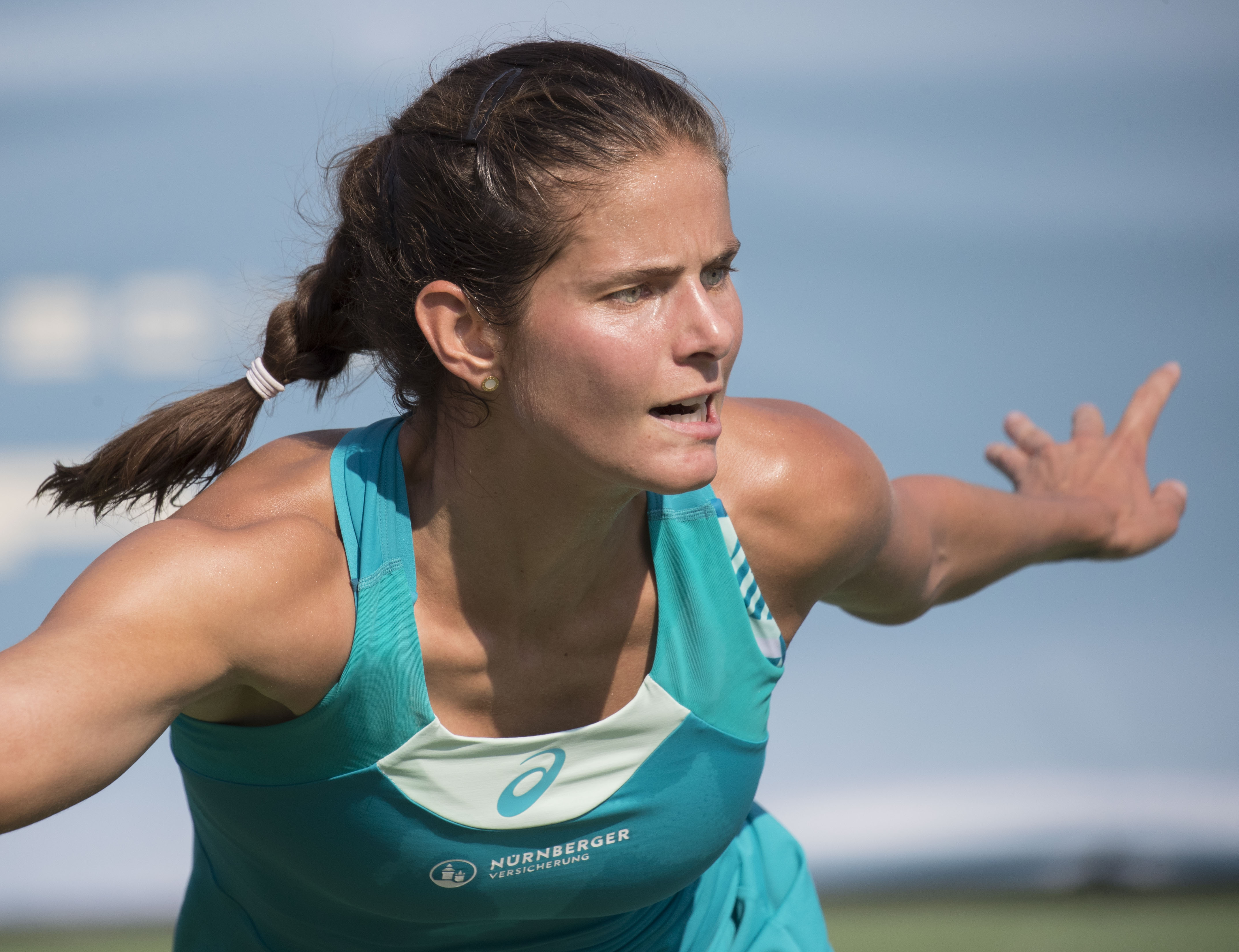
Washington 2017

Julia Görges (Bad Oldesloe, 2 november 1988) is een voormalig tennisspeelster uit Duitsland. Görges speelt tennis vanaf haar zesde en werd prof in 2005. Haar favoriete ondergrond is hardcourt. Zij speelt rechtshandig en heeft een tweehandige backhand.

## Loopbaan
Görges nam voor het eerst deel aan een ITF-toernooi in juli 2005, in het Duitse Horb – zowel in het enkel- als in het dubbelspel. Een jaar later bereikte zij op datzelfde toernooi de finale in het dubbelspel. De maand daarna (augustus 2006) behaalde zij haar eerste ITF-titels – in Wahlstedt won zij zowel het enkel- als het dubbelspeltoernooi. De aansluitende week bracht haar de tweede enkelspeltitel: in het toernooi van Bielefeld.
Haar eerste WTA-toernooideelname vond plaats in 2007: het toernooi van Doha (enkelspel) en daarna het toernooi van Berlijn (dubbelspel). Later dat jaar behaalde zij de halve enkelspelfinale in Stockholm. Haar eerste WTA-finale (op het dubbelspeltoernooi van Portorož van 2009) wist zij winnend af te sluiten, samen met de Tsjechische Vladimíra Uhlířová. Haar eerste WTA-enkelspeltitel won zij exact een jaar later, tijdens het toernooi van Bad Gastein.
In haar loopbaan wist Görges in totaal twaalf WTA-toernooien op haar naam te schrijven: zeven in het enkel- en vijf in het dubbelspel. Zij won in het enkelspel zes ITF-titels, en ook in het dubbelspel wist Görges zes ITF-titels te vergaren. Haar beste resultaat op de grandslamtoernooien (enkelspel) is het bereiken van de vierde ronde – in het dubbelspel bereikte zij enkele malen de halve finale. In 2012 nam zij deel aan de Olympische spelen, zowel in het enkelspel als in het dubbelspel (samen met Anna-Lena Grönefeld). In 2014 bereikte zij samen met Serviër Nenad Zimonjić de finale in het gemengd dubbelspel op Roland Garros. Aan het eind van seizoen 2017 won zij het B-kampioenschap in het enkelspel – in de finale versloeg zij de Amerikaanse Coco Vandeweghe. Hierdoor steeg zij naar de veertiende plaats op de wereldranglijst. In januari 2018 won zij het WTA-toernooi van Auckland – daarmee steeg zij naar de twaalfde positie. Toen zij vervolgens op het WTA-toernooi van Sint-Petersburg de halve finale bereikte, kwam zij op de WTA-ranglijst de top tien binnen. In april 2018 bereikte zij de finale van het WTA-toernooi van Charleston, die zij verloor van Kiki Bertens. Op Wimbledon 2018 bereikte Görges voor het eerst de halve finale op een grandslamtoernooi. Aan het einde van het tennisseizoen 2018 werd Görges de nummer één van het vrouwencircuit wat betreft het aantal geserveerde aces in dat jaar: 492 stuks, in 68 partijen.
In de periode 2008–2019 maakte Görges deel uit van het Duitse Fed Cup-team – zij behaalde daar een winst/verlies-balans van 13–12. In 2014 bereikte zij de finale van Wereldgroep I door achtereenvolgens Slowakije en Australië te verslaan – in de eindstrijd moesten zij het afleggen tegen Tsjechië.

## Speelstijl
Görges staat bekend om haar "powertennis", zowel in haar opslagen als in haar baseline-slagen. In 2012 liet zij de snelste opslag van het seizoen noteren op Roland Garros, een opslag van 203 km per uur. Zij heeft een opmerkelijk grote achterzwaai op haar baseline-slagen en zij heeft daardoor tot nu toe het meeste succes gehad op gravel – zij heeft hier meer tijd om deze achterzwaai te maken.

## Posities op deWTA-ranglijst
Positie per einde seizoen:
| jaar | rang enkelspel | rang dubbelspel |
| ---- | -------------- | --------------- |
| 2005 | 1118           | –               |
| 2006 | 425            | 569             |
| 2007 | 131            | 366             |
| 2008 | 102            | 266             |
| 2009 | 78             | 68              |
| 2010 | 40             | 36              |
| 2011 | 21             | 40              |
| 2012 | 18             | 21              |
| 2013 | 73             | 27              |
| 2014 | 75             | 40              |
| 2015 | 50             | 24              |
| 2016 | 54             | 16              |
| 2017 | 14             | 82              |
| 2018 | 14             | 299             |
| 2019 | 28             | 126             |

## Palmares
| Legenda                | Legenda                  |
| ---------------------- | ------------------------ |
| Grandslamtoernooi      |                          |
| Olympische Spelen      |                          |
| Year-End Championships |                          |
| tot 2009               | 2009 – 2020 / vanaf 2021 |
| Tier I                 | Premier Mandatory        |
| Tier II                | Premier Five / WTA 1000  |
| Tier III               | Premier / WTA 500        |
| Tier IV & V            | International / WTA 250  |
|                        | Challenger / WTA 125     |

### Overwinningen op een regerend nummer 1
Görges heeft éénmaal een partij tegen een op dat ogenblik heersend leider van de wereldranglijst gewonnen:
| nr. | datum      | toernooi      | ronde  | tegenstandster     | score    |         |
| --- | ---------- | ------------- | ------ | ------------------ | -------- | ------- |
| 1.  | 2011-04-24 | WTA Stuttgart | finale | Caroline Wozniacki | 7-6, 6-3 | details |

### WTA-finaleplaatsen enkelspel
| nr.              | finale     | toernooi         | ondergrond    | tegenstandster       | score         |         |
| ---------------- | ---------- | ---------------- | ------------- | -------------------- | ------------- | ------- |
| gewonnen finales |            |                  |               |                      |               |         |
| 1.               | 2010-07-25 | WTA Bad Gastein  | gravel        | Timea Bacsinszky     | 6-1, 6-4      | details |
| 2.               | 2011-04-24 | WTA Stuttgart    | gravel (i)    | Caroline Wozniacki   | 7-6, 6-3      | details |
| 3.               | 2017-10-21 | WTA Moskou       | hardcourt (i) | Darja Kasatkina      | 6-1, 6-2      | details |
| 4.               | 2017-11-05 | WTA Elite Trophy | hardcourt (i) | Coco Vandeweghe      | 7-5, 6-1      | details |
| 5.               | 2018-01-07 | WTA Auckland     | hardcourt     | Caroline Wozniacki   | 6-4, 7-6      | details |
| 6.               | 2018-10-20 | WTA Luxemburg    | hardcourt (i) | Belinda Bencic       | 6-4, 7-5      | details |
| 7.               | 2019-01-06 | WTA Auckland     | hardcourt     | Bianca Andreescu     | 2-6, 7-5, 6-1 | details |
| verloren finales |            |                  |               |                      |               |         |
| 1.               | 2010-10-24 | WTA Luxemburg    | hardcourt (i) | Roberta Vinci        | 3-6, 4-6      | details |
| 2.               | 2012-02-26 | WTA Dubai        | hardcourt     | Agnieszka Radwańska  | 5-7, 4-6      | details |
| 3.               | 2012-10-14 | WTA Linz         | hardcourt (i) | Viktoryja Azarenka   | 3-6, 4-6      | details |
| 4.               | 2016-01-09 | WTA Auckland     | hardcourt     | Sloane Stephens      | 5-7, 2-6      | details |
| 5.               | 2017-06-25 | WTA Mallorca     | gras          | Anastasija Sevastova | 4-6, 6-3, 3-6 | details |
| 6.               | 2017-07-23 | WTA Boekarest    | gravel        | Irina-Camelia Begu   | 3-6, 5-7      | details |
| 7.               | 2017-08-06 | WTA Washington   | hardcourt     | Jekaterina Makarova  | 6-3, 6-7, 0-6 | details |
| 8.               | 2018-04-08 | WTA Charleston   | gravel        | Kiki Bertens         | 2-6, 1-6      | details |
| 9.               | 2019-06-23 | WTA Birmingham   | gras          | Ashleigh Barty       | 3-6, 5-7      | details |
| 10.              | 2019-10-20 | WTA Luxemburg    | hardcourt (i) | Jeļena Ostapenko     | 4-6, 1-6      | details |

### WTA-finaleplaatsen dubbelspel
| nr.                                 | finale     | toernooi         | ondergrond    | partner                    | tegenstandsters                           | score             |         |
| ----------------------------------- | ---------- | ---------------- | ------------- | -------------------------- | ----------------------------------------- | ----------------- | ------- |
| gewonnen finales vrouwendubbelspel  |            |                  |               |                            |                                           |                   |         |
| 1.                                  | 2009-07-25 | WTA Portorož     | hardcourt     | Vladimíra Uhlířová         | Camille Pin Klára Zakopalová              | 6-4, 6-2          | details |
| 2.                                  | 2010-08-08 | WTA Kopenhagen   | hardcourt (i) | Anna-Lena Grönefeld        | Vitalia Djatsjenko Tatjana Poetsjek       | 6-4, 6-4          | details |
| 3.                                  | 2010-09-26 | WTA Seoel        | hardcourt     | Polona Hercog              | Natalie Grandin Vladimíra Uhlířová        | 6-3, 6-4          | details |
| 4.                                  | 2012-06-17 | WTA Bad Gastein  | gravel        | Jill Craybas               | Anna-Lena Grönefeld Petra Martić          | 6-7, 6-4, [11-9]  | details |
| 5.                                  | 2015-08-29 | WTA New Haven    | hardcourt     | Lucie Hradecká             | Chuang Chia-jung Liang Chen               | 6-3, 6-1          | details |
| verloren finales vrouwendubbelspel  |            |                  |               |                            |                                           |                   |         |
| 1.                                  | 2009-08-02 | WTA Istanbul     | hardcourt     | Patty Schnyder             | Lucie Hradecká Renata Voráčová            | 6-2, 3-6, [10-12] | details |
| 2.                                  | 2010-07-18 | WTA Palermo      | gravel        | Jill Craybas               | Alberta Brianti Sara Errani               | 4-6, 1-6          | details |
| 3.                                  | 2011-07-17 | WTA Bad Gastein  | gravel        | Jarmila Gajdošová          | Eva Birnerová Lucie Hradecká              | 6-4, 2-6, [10-12] | details |
| 4.                                  | 2011-10-16 | WTA Linz         | hardcourt (i) | Anna-Lena Grönefeld        | Marina Erakovic Jelena Vesnina            | 5-7, 1-6          | details |
| 5.                                  | 2012-01-08 | WTA Auckland     | hardcourt     | Flavia Pennetta            | Andrea Hlaváčková Lucie Hradecká          | 7-6, 2-6, [7-10]  | details |
| 6.                                  | 2012-04-29 | WTA Stuttgart    | gravel (i)    | Anna-Lena Grönefeld        | Iveta Benešová Barbora Záhlavová-Strýcová | 4-6, 5-7          | details |
| 7.                                  | 2012-10-14 | WTA Linz         | hardcourt (i) | Barbora Záhlavová-Strýcová | Anna-Lena Grönefeld Květa Peschke         | 3-6, 4-6          | details |
| 8.                                  | 2013-01-05 | WTA Auckland     | hardcourt     | Jaroslava Sjvedova         | Cara Black Anastasia Rodionova            | 6-2, 2-6, [5-10]  | details |
| 9.                                  | 2013-07-28 | WTA Stanford     | hardcourt     | Darija Jurak               | Raquel Kops-Jones Abigail Spears          | 2-6, 6-7          | details |
| 10.                                 | 2014-09-14 | WTA Québec       | tapijt (i)    | Andrea Hlaváčková          | Lucie Hradecká Mirjana Lučić-Baroni       | 3-6, 6-7          | details |
| 11.                                 | 2016-03-19 | WTA Indian Wells | hardcourt     | Karolína Plíšková          | Bethanie Mattek-Sands Coco Vandeweghe     | 6-4, 4-6, [6-10]  | details |
| verloren finales gemengd dubbelspel |            |                  |               |                            |                                           |                   |         |
| 1.                                  | 2014-06-05 | Roland Garros    | gravel        | Nenad Zimonjić             | Anna-Lena Grönefeld Jean-Julien Rojer     | 6-4, 2-6, [7-10]  | details |

### Gewonnen ITF-toernooien enkelspel
| nr. | finale     | toernooi  | dotatie   | tegenstandster in finale | score         |
| --- | ---------- | --------- | --------- | ------------------------ | ------------- |
| 1.  | 2006-08-20 | Wahlstedt | $ 10.000  | Maria Geznenge           | 6-3, 6-2      |
| 2.  | 2006-08-27 | Bielefeld | $ 10.000  | Andrea Sieveke           | 6-4, 4-6, 6-3 |
| 3.  | 2007-05-19 | Antalya   | $ 25.000  | Kathrin Wörle            | 7-6, 6-4      |
| 4.  | 2007-07-01 | Boekarest | $ 25.000  | Dia Evtimova             | 6-0, 6-1      |
| 5.  | 2009-07-12 | Biarritz  | $ 100.000 | Katsjarina Dzehalevitsj  | 7-5, 6-0      |
| 6.  | 2010-07-10 | Biarritz  | $ 100.000 | Sophie Ferguson          | 6-2, 6-2      |

### Gewonnen ITF-toernooien dubbelspel
| nr. | finale     | toernooi  | dotatie   | partner             | tegenstandsters in finale               | score            |
| --- | ---------- | --------- | --------- | ------------------- | --------------------------------------- | ---------------- |
| 1.  | 2006-08-20 | Wahlstedt | $ 10.000  | Laura Siegemund     | Raluca Ciulei Neda Kozić                | 6-1, 6-3         |
| 2.  | 2007-06-29 | Boekarest | $ 25.000  | Vojislava Lukić     | Laura-Ioana Andrei Mădălina Gojnea      | 6-2, 6-4         |
| 3.  | 2007-11-11 | Ismaning  | $ 25.000  | Kristina Barrois    | Andrea Hlaváčková Lucie Hradecká        | 2-6, 6-2, [10-7] |
| 4.  | 2009-12-18 | Dubai     | $ 75.000  | Oksana Kalasjnikova | Vladimíra Uhlířová Renata Voráčová      | 4-6, 6-2, [10-8] |
| 5.  | 2010-07-10 | Biarritz  | $ 100.000 | Sharon Fichman      | Lourdes Domínguez Lino Monica Niculescu | 7-5, 6-4         |
| 6.  | 2010-12-18 | Dubai     | $ 75.000  | Petra Martić        | Sania Mirza Vladimíra Uhlířová          | 6-4, 7-6         |

## Resultaten grote toernooien
| Legenda | Legenda                          |
| ------- | -------------------------------- |
| g.t.    | geen toernooi gehouden           |
| l.c.    | lagere categorie                 |
| –       | niet deelgenomen                 |
| G       | uitgeschakeld in de groepsfase   |
| 1R      | uitgeschakeld in de eerste ronde |
| 2R      | uitgeschakeld in de tweede ronde |
| 3R      | uitgeschakeld in de derde ronde  |
| 4R      | uitgeschakeld in de vierde ronde |
| KF      | uitgeschakeld in de kwartfinale  |
| HF      | uitgeschakeld in de halve finale |
| F       | de finale verloren               |
| W       | het toernooi gewonnen            |
| w-v     | winst/verlies-balans             |

### Enkelspel
| toernooi            | 2007 | 2008 | 2009 | 2010 | 2011 | 2012 | 2013 | 2014 | 2015 | 2016 | 2017 | 2018 | 2019 | 2020 |
| ------------------- | ---- | ---- | ---- | ---- | ---- | ---- | ---- | ---- | ---- | ---- | ---- | ---- | ---- | ---- |
| grandslamtoernooien |      |      |      |      |      |      |      |      |      |      |      |      |      |      |
| Australian Open     | –    | –    | 1R   | 2R   | 3R   | 4R   | 4R   | 2R   | 4R   | 2R   | 2R   | 2R   | 1R   | 3R   |
| Roland Garros       | –    | –    | 1R   | 2R   | 3R   | 3R   | 1R   | 2R   | 4R   | 2R   | 1R   | 3R   | 1R   | 2R   |
| Wimbledon           | –    | 2R   | 1R   | 1R   | 3R   | 3R   | 1R   | 1R   | 1R   | 1R   | 1R   | HF   | 3R   | g.t. |
| US Open             | 1R   | 1R   | 1R   | 2R   | 3R   | 1R   | 1R   | 1R   | 1R   | 2R   | 4R   | 2R   | 4R   | –    |
| Premier Mandatory   |      |      |      |      |      |      |      |      |      |      |      |      |      |      |
| Indian Wells        | –    | –    | –    | 2R   | 3R   | 4R   | 3R   | 2R   | 1R   | 1R   | 3R   | 3R   | 3R   | g.t. |
| Miami               | –    | –    | 2R   | 2R   | 1R   | 2R   | 2R   | –    | 2R   | 3R   | 3R   | 2R   | 3R   | g.t. |
| Madrid              | l.c. | l.c. | –    | –    | HF   | 1R   | 2R   | 1R   | 2R   | –    | 1R   | 3R   | 1R   | g.t. |
| Peking              | l.c. | l.c. | –    | 1R   | 1R   | 3R   | 1R   | –    | 1R   | 1R   | 2R   | 3R   | 1R   | g.t. |
| Premier Five        |      |      |      |      |      |      |      |      |      |      |      |      |      |      |
| Dubai/Doha          | –    | 1R   | 1R   | –    | –    | 2R   | –    | –    | 1R   | 1R   | –    | KF   | 1R   | 1R   |
| Rome                | –    | –    | –    | –    | –    | 3R   | 2R   | –    | –    | 1R   | 3R   | –    | 2R   | 1R   |
| Montréal/Toronto    | –    | –    | –    | –    | 2R   | 1R   | 1R   | –    | 2R   | –    | 1R   | 3R   | 2R   | g.t. |
| Cincinnati          | l.c. | l.c. | –    | HF   | 1R   | KF   | 1R   | 3R   | KF   | 3R   | 1R   | 1R   | 1R   | –    |
| Tokio/Wuhan         | –    | –    | –    | 3R   | 3R   | 2R   | 1R   | –    | 2R   | 1R   | 2R   | 2R   | –    | g.t. |
| olympisch           |      |      |      |      |      |      |      |      |      |      |      |      |      |      |
| Olympische Spelen   | g.t. | –    | g.t. | g.t. | g.t. | 3R   | g.t. | g.t. | g.t. | –    | g.t. | g.t. | g.t. | g.t. |
| statistieken        |      |      |      |      |      |      |      |      |      |      |      |      |      |      |
| titels per jaar     | 0    | 0    | 0    | 1    | 1    | 0    | 0    | 0    | 0    | 0    | 2    | 2    | 1    | 0    |
| eindejaarsranking   | 131  | 102  | 78   | 40   | 21   | 18   | 73   | 75   | 50   | 54   | 14   | 14   | 28   |      |

### Dubbelspel
| toernooi            | 2009 | 2010 | 2011 | 2012 | 2013 | 2014 | 2015 | 2016 | 2017 | 2018 | 2019 | 2020 |
| ------------------- | ---- | ---- | ---- | ---- | ---- | ---- | ---- | ---- | ---- | ---- | ---- | ---- |
| grandslamtoernooien |      |      |      |      |      |      |      |      |      |      |      |      |
| Australian Open     | –    | 1R   | 3R   | 2R   | 2R   | 2R   | HF   | HF   | 1R   | –    | –    | 2R   |
| Roland Garros       | –    | 2R   | 3R   | 1R   | –    | 1R   | 1R   | 3R   | –    | –    | –    | –    |
| Wimbledon           | –    | KF   | 1R   | 1R   | KF   | KF   | 1R   | HF   | 3R   | –    | –    | g.t. |
| US Open             | 1R   | 3R   | 2R   | KF   | 2R   | 1R   | 1R   | 3R   | 1R   | –    | 1R   | –    |
| Premier Mandatory   |      |      |      |      |      |      |      |      |      |      |      |      |
| Indian Wells        | –    | –    | 1R   | 2R   | 2R   | 2R   | 1R   | F    | 1R   | –    | 1R   | g.t. |
| Miami               | –    | 1R   | 2R   | 2R   | KF   | 2R   | 2R   | 1R   | 1R   | 1R   | 2R   | g.t. |
| Madrid              | –    | –    | 1R   | 2R   | 1R   | 2R   | 1R   | 1R   | 1R   | 2R   | –    | g.t. |
| Peking              | –    | 1R   | –    | KF   | 2R   | –    | KF   | KF   | KF   | –    | 2R   | g.t. |
| Premier Five        |      |      |      |      |      |      |      |      |      |      |      |      |
| Dubai/Doha          | –    | –    | –    | KF   | –    | –    | KF   | KF   | –    | –    | –    | 1R   |
| Rome                | –    | –    | –    | 2R   | 1R   | HF   | KF   | 2R   | 1R   | –    | 1R   | –    |
| Montréal/Toronto    | –    | –    | 2R   | 1R   | KF   | 1R   | 2R   | –    | 2R   | 2R   | 2R   | g.t. |
| Cincinnati          | –    | –    | 2R   | 2R   | HF   | 1R   | 2R   | HF   | 2R   | –    | 1R   | –    |
| Tokio/Wuhan         | –    | 1R   | KF   | HF   | KF   | –    | KF   | 2R   | 1R   | –    | –    | g.t. |
| olympisch           |      |      |      |      |      |      |      |      |      |      |      |      |
| Olympische Spelen   | g.t. | g.t. | g.t. | 2R   | g.t. | g.t. | g.t. | –    | g.t. | g.t. | g.t. | g.t. |
| statistieken        |      |      |      |      |      |      |      |      |      |      |      |      |
| titels per jaar     | 1    | 2    | 0    | 1    | 0    | 0    | 1    | 0    | 0    | 0    | 0    | 0    |
| eindejaarsranking   | 68   | 36   | 40   | 21   | 27   | 40   | 24   | 16   | 82   | 299  | 126  |      |

### Gemengd dubbelspel
| toernooi        | 2010 |    | 2012 | 2013 | 2014 | 2015 |
| --------------- | ---- | -- | ---- | ---- | ---- | ---- |
| Australian Open | –    | –  | –    | KF   | –    |      |
| Roland Garros   | –    | –  | –    | F    | –    |      |
| Wimbledon       | 1R   | KF | 2R   | –    | –    |      |
| US Open         | –    | 1R | 1R   | 1R   | 2R   |      |